# Saint-Ébremond-de-Bonfossé
Saint-Ébremond-de-Bonfossé település Franciaországban, Manche megyében. Lakosainak száma 727 fő (2018. január 1.). Saint-Ébremond-de-Bonfossé Saint-Gilles, Saint-Lô, Saint-Martin-de-Bonfossé, Bourgvallées, Canisy, Gourfaleur, Saint-Samson-de-Bonfossé és Bourgvallées községekkel határos.

## Népesség
A település népessége az elmúlt években az alábbi módon változott:
| Lakosok száma | 544  | 544  | 672  | 692  | 650  | 779  | 757  | 727  | 736  | 727  |
|               | 1968 | 1975 | 1982 | 1990 | 1999 | 2011 | 2013 | 2015 | 2017 | 2018 |